# Temporada da Copa Chevrolet Montana de 2010
A Copa Chevrolet Montana 2010 é a primeira temporada da categoria de acesso à Stock Car Brasil a ser realizada após a fusão das antigas Stock Car Light e Pick-Up Racing.

## Equipes e Pilotos
Todos os pilotos correm com chassis tubulares com a bolha da Chevrolet Montana e pneus Goodyear.

## Calendário
| Prova | Etapa             | Circuito                                     | Data           | Pole Position  | Vencedor           | Equipe                   |
| ----- | ----------------- | -------------------------------------------- | -------------- | -------------- | ------------------ | ------------------------ |
| 1     | Curitiba          | Autódromo Internacional de Curitiba          | 11 de abril    | Eduardo Leite  | Júlio Campos       | AMD Racing               |
| 2     | Nova Santa Rita   | Velopark                                     | 2 de maio      | Ítalo Silveira | Ítalo Silveira     | RS Racing                |
| 3     | Rio de Janeiro    | Jacarepaguá                                  | 23 de maio     | Eduardo Leite  | Eduardo Leite      | Hot Car Racing           |
| 4     | Ribeirão Preto    | Circuito de Rua de Ribeirão Preto            | 6 de junho     | Sérgio Jimenez | Sérgio Jimenz      | Scuderia 111             |
| 5     | São Paulo         | Interlagos                                   | 5 de setembro  | Sérgio Jimenez | Diogo Pachenki     | Nascar Motorsport        |
| 6     | Campo Grande      | Autódromo Internacional Orlando Moura        | 19 de setembro | Eduardo Leite  | Gustavo Sondermann | J. Star Racing           |
| 7     | Santa Cruz do Sul | Autódromo Internacional de Santa Cruz do Sul | 24 de outubro  | Galid Osman    | Douglas Soares     | Gramacho Costa           |
| 8     | Brasília          | Autódromo Internacional Nelson Piquet        | 21 de novembro | Galid Osman    | Galid Osman        | Carlos Alves Competições |
| 9     | Curitiba          | Autódromo Internacional de Curitiba          | 5 de dezembro  | Rafael Daniel  | Diogo Pachenki     | Nascar Motorsport        |